# 三宅康之 (実業家)
三宅 康之(みやけ やすゆき、1970年5月13日‐)は、日本の実業家。2011年、寺田倉庫株式会社取締役に就任、専務取締役を務めたのち、2019年6月に退任。同年、TERRADA Holdings株式会社代表取締役社長に就任。2023年10月に退任。2015年より、一般社団法人天王洲・キャナルサイド活性化協会代表理事に就任。神奈川県横須賀市生まれ。

## 来歴
1995年、東京経済大学経済学部を卒業、湘南信用金庫に入社。2000年、寺田倉庫株式会社入社後、インターネットデータセンター事業会社ビットアイル株式会社設立に参画する。(同社は、2013年に東証一部上場、2017年1月にエクイニクス・ジャパン株式会社と合併。) 
2012年より、寺田倉庫が本社を置く東京都臨海部の天王洲アイル(東京都品川区)を中心に「保存・保管」および「水辺とアート」をテーマとした様々な事業を展開。 
2014年、オランダのデン・ハーグを発祥とする国際的なアートフェスティバル「TodaysArt」を誘致。世界展開第一弾として「TodaysArt.JP Edition Zero」、翌年「TodaysArt.JP 2015」を天王洲にて開催した。また、日本の伝統文化の保存・発展にも力を入れ、2014年より「天王洲 噺の会」と題した落語会を開催。翌年、インドネシアの首都ジャカルタにて、同国初となる落語会を行い、好評を博した。(ジャカルタに駐在する日本人向けの講演のほか、インドネシア人向けの英語による講演も開催。)
2016年、世界初の建築模型専門ミュージアム「建築倉庫ミュージアム」を創設するとともに、同ミュージアムの支援団体である一般社団法人日本建築文化保存協会代表理事に就任(2022年12月退任)。日本の著名な建築家による講演会、子供向けワークショップ、国内外での展覧会、国際シンポジウム等を行っている。
同年、天王洲地域の水辺の活性化にも積極的に取り組み、一般社団法人天王洲・キャナルサイド活性化協会を設立後、「天王洲キャナルフェス」を季節ごとに開催。「水辺の映画祭」やプロジェクションマッピング等、様々なテーマを取り入れたイベントを行い、天王洲を拠点とした地域連携活動が始まりました。
2017年、フランス、インドネシア、ロシアでの講演会および日本の建築模型による展覧会を開催した。
同年、デヴィッド・ボウイの世界観を総括した大回顧展「DAVID BOWIE is」を天王洲に誘致。彼の母国であるイギリス・ロンドンのヴィクトリア&アルバート博物館を皮切りにスタートし、世界9か国を巡回、寺田倉庫G1ビルがアジア唯一の会場となった。更に、2019年8月8日～2020年1月13日、寺田倉庫G1ビルでは｢スター・ウォーズアイデンティティーズ：ザ・エキシビジョン｣を開催。
2019年3月8日～4月7日、「TENNOZ ART FESTIVAL 2019」を開催。「水辺と出会う日本文化とアート～藝術国際都市 天王洲へ向けて～」をテーマとし、7人のアーティストによる建築物や公共桟橋待合所等への壁画アートや写真展示、橋のライトアップ等が施され、「アートの島=天王洲アイル」を更に印象付けた。
2019年10月、内閣官房東京オリンピック・パラリンピック推進本部事務局の委託により、2019年度オリンピック・パラリンピック基本方針推進調査として、｢天王洲・キャナルアートモーメント2019｣を開催。開会式では、東京オリンピック競技大会・東京パラリンピック競技大会担当大臣 橋本聖子氏、品川区長 濱野健氏による挨拶のほか、東京都知事 小池百合子氏からのメッセージが紹介された。また、天王洲運河上に係留した台船を特設ステージとして活用し、運河沿いのビル壁面を利用したプロジェクションマッピングによる演出と合わせて、東京の水辺を楽しむプレミアムライブを実施した。
また、2019年10月8日より、東京の水辺文化を盛り立ててきた「品川浦の屋形船」事業者との共催および品川区の後援により、訪日外国人旅行者向け「東京“屋形船”ナイトクルーズ・エンターテインメント」を運航。日本固有の環境観光資源であり体験型観光娯楽である「屋形船」を、世界有数のナイトエンターテインメントとして醸成し競争力強化に努め、訪日外国人旅行者を中心にその魅力を広く訴求した。
「まち全体がミュージアムのような天王洲ISLE」をめざし、「特徴的な水辺の風景を活かした景観形成」「個性と品格のあるデザインで構成される都市空間の形成」「アートの映える街並みの形成」を推進する独自の景観まちづくりのルールを定めた天王洲は、2019年「品川区景観計画の重点地区」に指定された。 
2020年、新型コロナウィルス感染拡大により、天王洲の水辺で定期開催されてきた「天王洲キャナルフェス」は、「天王洲キャナルフェス夏2020」より、東京海洋大学や品川区と連携しオンライン開催を実施。VRや映像配信技術はパナソニックのサポートを受けた。「天王洲キャナルフェス秋2020」「キャナルアートモーメント品川2020」までオンライン開催となった。「天王洲キャナルフェス冬2020」「天王洲キャナルフェス春2021」は、オンラインとリアルを併用したハイブリッドフェスとして開催。離れていても繋がりを感じられるオンラインの魅力はそのままに、地域に根付いたコミュニケーションの場を絶やさない、新たな生活様式でも楽しめるフェスとなった。
コロナ禍においては、大きな経済的被害を受けた、屋形船観光を支援することを目的とし、2020年11月1日～2021年3月31日、「ENJOYしながわ屋形船キャンペーン」を実施。感染対策にも万全を期し、安心・安全な運営のもと、およそ8,000人が参加した。
2020年12月には、過去5年間に及ぶ水辺のプロジェクションマッピングの功績が評価され、「プロジェクションマッピング活用地区」として天王洲が東京都に指定された。日本で初めてプロジェクションマッピング活用地区に指定されたことで、特定の壁面において、100平米を超える範囲でのプロジェクションマッピングの実施が可能となった。